# Palaeoarthroteles mesozoicus
Palaeoarthroteles mesozoicus är en tvåvingeart som beskrevs av Nikolai Vasilevich Kovalev och Mikhail B. Mostovski 1997. Palaeoarthroteles mesozoicus ingår i släktet Palaeoarthroteles och familjen snäppflugor. Inga underarter finns listade i Catalogue of Life.